# Сърцебиене
Сърцебиенето представлява аномалия на сърдечната дейност, усещаща се като твърде бърз, твърде бавен или неравномерен пулс. Обикновено при ускорена сърдечна дейност (над 100 удара в минута) се говори за тахикардия, а при забавена сърдечна дейност (под 60 удара в минута) – брадикардия.
Понякога сърцебиенето може да бъде придружено от тежест в гърдите, гърлото или врата, главоболие, задух, гадене или изпотяване. При много висок пулс, кръвното налягане може да се понижи силно и да доведе до световъртеж или припадък (със или без загуба на съзнание).

## Причини
Различни фактори и състояния могат да доведат до сърцебиене. Някои от тях са физически или психически стрес, тревожност, дехидратация, повишена температура, усилени тренировки (особено в горещо време), понижена концентрация на кислород в кръвта, ниски нива на серотонин в мозъка, прием на кофеинови напитки и продукти, недоспиване, грип, хипогликемия, базедова болест, прекомерни количества алкохол в кръвта, лекарства (стимуланти) и някои билки в по-високи дози. До подобна аномалия могат да доведат и различни хормонални промени, както тези при менструация, бременност и менопауза.